# Amyema francii
Amyema francii là một loài thực vật có hoa trong họ Loranthaceae. Loài này được (Schltr.) Danser mô tả khoa học đầu tiên năm 1929.